# Turn 27
Turn 27 är det svenska rockbandet Niccokicks andra EP, utgiven 2003 på skivbolaget Bow Music Production. Skivan utgavs på CD i digipack-format.

## Låtlista
Alla låtar är skrivna av Andreas Söderlund.
1. "Turn 27" – 3:33
2. "Coming Home" – 4:24
3. "I Want You Back" – 4:02
4. "I Drink to Get Thrilled" – 2:21

## Mottagande
Dagens skiva gav betyget 7/10.

### Fotnoter
1. 1 2  ”Turn 27”. Discogs.com. http://www.discogs.com/Niccokick-Turn-27-EP/release/2344951. Läst 15 september 2012.
2. ↑  ”Turn 27”. Kritiker.se. http://kritiker.se/skivor/niccokick/turn-27-ep/. Läst 14 september 2012.